# Paul Robin

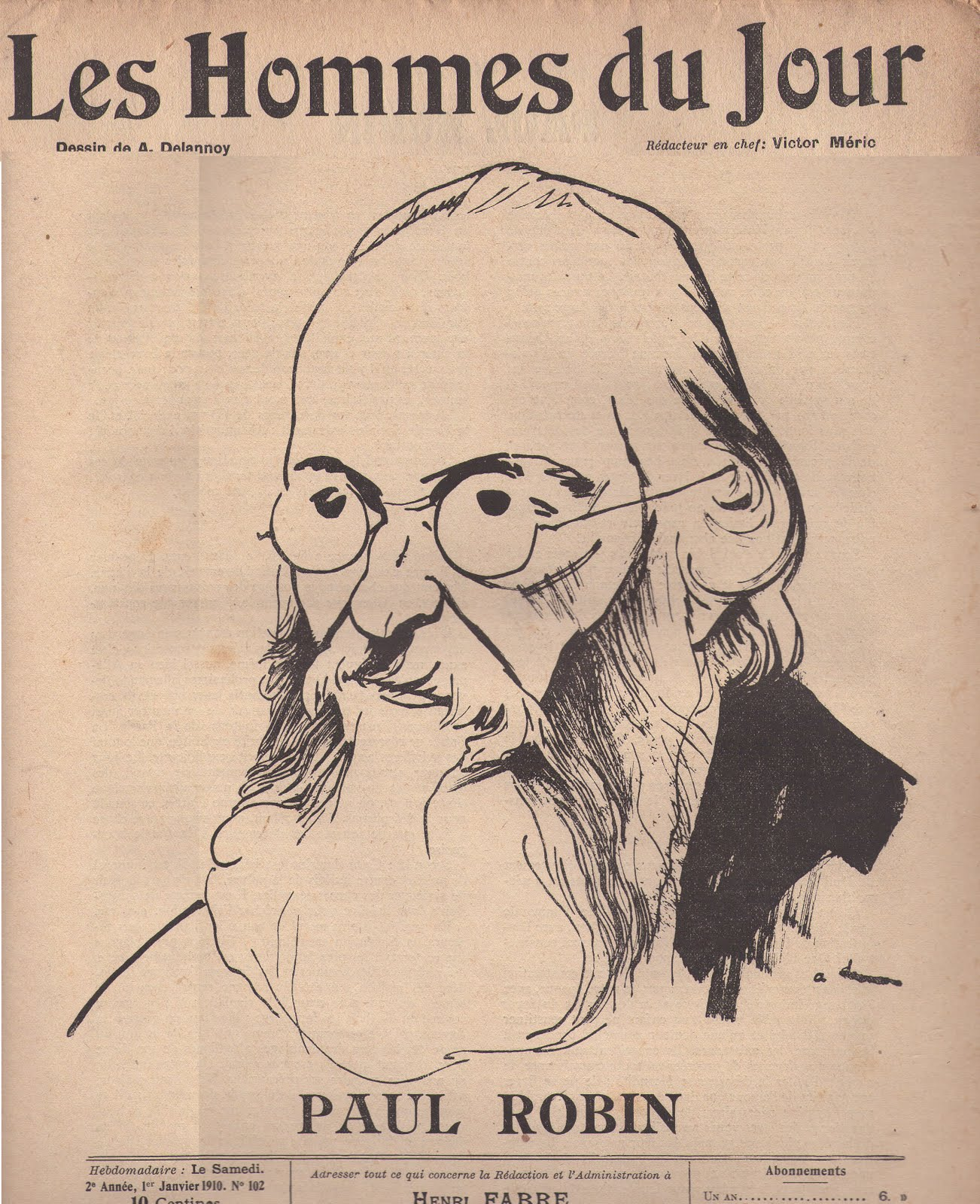
Paul Robin von Aristide Delannoy 1910 für Les Hommes du jour.

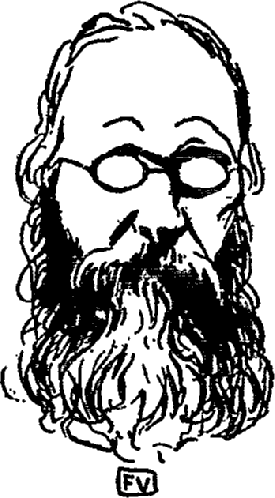
Porträt von Félix Vallotton in La Revue blanche

Paul Robin (* 3. April 1837 in Toulon; † 31. August 1912 in Paris) war ein französischer Reformpädagoge, der das Waisenhaus von Cempuis geleitet hat. Er war Mitglied der Ersten Internationale, stand dem Anarchisten Bakunin nahe und vertrat den Neomalthusianismus in der Ligue de la régénération humaine. Auch engagierte er sich für den Feminismus und die Befreiung der Frau. Er starb durch Selbstmord an einer Vergiftung.
Nach einem Mathematik- und Physikstudium arbeitete er als Lehrer, schied aber 1865 bereits wegen Streit aus. Es folgten Reisejahre, die ihn bis 1879 vor allem nach London führten. Politisch stand er den radikalen Sozialisten nahe, übernahm jedoch auch die Theorie der britischen Neomalthusianer und Ideen der Eugenik. Wegen seiner anarchistischen Sympathien und der Freundschaft mit Bakunin warf ihn Karl Marx 1871 aus der Association internationale des travailleurs. 
Als Pädagoge entwickelte er die Prinzipien einer libertären ganzheitlichen Erziehung und setzte sie im Cempuiser Waisenhaus (Orphelinat de Cempuis) von 1880 bis 1894 um. Dabei wollte er die mittellosen Kinder nicht für einen Beruf ausbilden, sondern als ganze Menschen. Als Schulleiter ließ er die Kinder die Internationale singen, worauf er wegen fehlenden Patriotismus als Waisenhausdirektor abgesetzt wurde.
« La science officielle de l'éducation ne trouve rien de mieux à faire des jeunes adolescents que de les enfermer: les privilégiés au collège, les vulgaires à l'atelier, les parias en prison ». („Die offizielle Erziehungswissenschaft findet nichts Besseres für die jungen Heranwachsenden, als sie einzuschließen: die privilegierten im Kolleg, die gewöhnlichen in der Werkstatt, die Parias im Gefängnis.“)